# Антіох Сиракузький
Антіох Сиракузький (дав.-гр. Ἀντίοχος ὁ Συρακούσιος) — сицилійський логограф та історик, який жив у V ст. до н. е. Про його життя майже нічого не відомо. Збереглися лише фрагменти його праць.

## Наукова діяльність
За свідченням Страбона, Антіох писав на іонійському діалекті, простим і старомодним стилем.

Антіоху Сиракузькому належать праці «Історія Сицилії» (у 9 книгах), в якій викладалася історія острова з найдавніших часів до 424 р. до н. е., та «Історія Італії». За свідченням Діонісія Галікарнаського, Антіох схарактеризував найдавніших жителів Італії та вказав, у яких регіонах вони мешкали. На підставі давніх переказів Антіох писав, що колись Італією володіли енотри і вона називалася Енотрією. Потім царем у них став Італ, а їх почали називати італіками. Потім владу перебрав Моргет, а їх назвали морготами. До Моргета прибув втікач з якогось давнього Риму Сикел. Встановивши свою владу, він розподілив населення на моргетів, італійців та сикелів.

Діонісій Галікарнаський зауважив, що тільки Антіох згадував про існування якогось найдавнішого Риму, заснованого ще до Троянської війни, але місцезнаходження його не відоме.
Значну увагу Антіох приділив колонізації Південної Італії та Сицилії, взаємовідносинам греків з фінікійцями, тирренами та іншими племенами. Він згадував поліси Регій, Тарант, Елею, Аламію, Сірис, Посидонію, Массалію та був прихильником мирної колонізації.
На праці Антіоха часто посилалися Страбон, Діонісій Галікарнаський та Фукідід.